# Chris Warren (giocatore di football americano)
Christipher Collins Warren (Silver Spring, 24 gennaio 1968) è un ex giocatore di football americano statunitense che ha giocato nel ruolo di running back nella  National Football League (NFL). Fu scelto nel corso del quarto giro (89º assoluto) del Draft NFL 1990 dai Seattle Seahawks. All'università giocò a football al Ferrum College.

## Carriera
Warren fu scelto nel corso del quarto giro del Draft 1990 dai Seattle Seahawks. Dopo avere giocato principalmente come kick returner nelle prime due stagioni, si mise in mostra nel 1992 quando corse 1 017 yard yard. Nel 1994 stabilì l'allora primato di franchigia correndo 1.545 yard. Fu il primo giocatore della storia dei Seahawks a superare le 1 500 yard corse in una stagione e al 2019 rimane uno dei soli tre ad esservi riuscito, insieme a Shaun Alexander e Marshawn Lynch. La stagione successiva stabilì un altro primato personale, segnando 15 touchdown su corsa.
Warren fu convocato per tre Pro Bowl (1993, 1994 e 1995) e corse oltre mille yard per quattro stagioni consecutive, stabilendo il record di franchigia con 6 705 yard corse dal 1990 al 1997. Questo primato fu superato da Shaun Alexander nel 2005.

## Palmarès
- Convocazioni al Pro Bowl: 3

1993, 1994, 1995
- Second-team All-Pro: 2

1994, 1995
- 50 migliori giocatori del 50º anniversario dei Seahawks